# Serhij Skačenko
Serhij Viktorovyč Skačenko (in ucraino Сергій Вікторович Скаченко?, angl. Serhiy Viktorovych Skachenko; 18 novembre 1972) è un ex calciatore ucraino, di ruolo attaccante.